# سنت آنتونی (مینه‌سوتا)
سنت آنتونی (به انگلیسی: St. Anthony) شهری در شهرستان هنپین ایالت مینه‌سوتا در کشور ایالات متحده آمریکا است که جمعیت آن در سرشماری سال ۲۰۱۰ میلادی، ۸۲۲۶ نفر بوده‌است.